# Dwars door de Westhoek 2016
La 8e édition du Dwars door de Westhoek a eu lieu le 24 avril 2016. La course fait partie du calendrier international féminin UCI 2016 en catégorie 1.1 et de la Lotto Cycling Cup pour Dames 2016.

## Récit de la course
Un groupe de dix favorites se dispute la victoire. Sur les pavés de l'arrivée, Marianne Vos percute le pied d'une barrière et chute. Christine Majerus se montre la plus rapide.

## Classements

### Classement final
| \| Classement général \| Classement général \| Classement général \| Classement général \| Classement général \| \| Coureuse \| Coureuse \| Pays \| Équipe \| Temps \| \| ------------------ \| ------------------------- \| ------------------ \| ------------------ \| ------------------ \| \| 1re \| Christine Majerus \| Luxembourg \| Boels Dolmans \| 3 h 24 min 38 s \| \| 2e \| Elena Cecchini \| Italie \| Canyon-SRAM Racing \| + 0 s \| \| 3e \| Emma Johansson \| Suède \| Wiggle High5 \| + 0 s \| \| 4e \| Katrin Garfoot \| Australie \| Orica-AIS \| + 0 s \| \| 5e \| Anna van der Breggen \| Pays-Bas \| Rabo Liv Women \| + 0 s \| \| 6e \| Demi de Jong \| Pays-Bas \| Boels Dolmans \| + 0 s \| \| 7e \| Thalita de Jong \| Pays-Bas \| Rabo Liv Women \| + 0 s \| \| 8e \| Alexis Magner \| États-Unis \| Canyon-SRAM Racing \| + 16 s \| \| 9e \| Marianne Vos \| Pays-Bas \| Rabo Liv Women \| + 16 s \| \| 10e \| Maria Giulia Confalonieri \| Italie \| Lensworld-Zannata \| + 2 min 28 s \| |                           |            |                    |                 |
| |                           |            |                    |                 |
| Source : Cycling Quotient |                           |            |                    |                 |
| Classement général |                           |            |                    |                 |
| Coureuse | Coureuse                  | Pays       | Équipe             | Temps           |
| 1re | Christine Majerus         | Luxembourg | Boels Dolmans      | 3 h 24 min 38 s |
| 2e | Elena Cecchini            | Italie     | Canyon-SRAM Racing | + 0 s           |
| 3e | Emma Johansson            | Suède      | Wiggle High5       | + 0 s           |
| 4e | Katrin Garfoot            | Australie  | Orica-AIS          | + 0 s           |
| 5e | Anna van der Breggen      | Pays-Bas   | Rabo Liv Women     | + 0 s           |
| 6e | Demi de Jong              | Pays-Bas   | Boels Dolmans      | + 0 s           |
| 7e | Thalita de Jong           | Pays-Bas   | Rabo Liv Women     | + 0 s           |
| 8e | Alexis Magner             | États-Unis | Canyon-SRAM Racing | + 16 s          |
| 9e | Marianne Vos              | Pays-Bas   | Rabo Liv Women     | + 16 s          |
| 10e | Maria Giulia Confalonieri | Italie     | Lensworld-Zannata  | + 2 min 28 s    |

### Points UCI
| Position           | 1er | 2e | 3e | 4e | 5e | 6e | 7e | 8e | 9e | 10e | 11e | 12e | 13e | 14e | 15e | 16e | 17e | 18e |
| Classement général | 80  | 60 | 45 | 35 | 30 | 25 | 21 | 18 | 15 | 12  | 10  | 8   | 6   | 5   | 4   | 3   | 2   | 1   |